# إسكندر (اسم)
إسكندر هو اسم علم شخصي مذكر وهو الاشتقاق العربي لإسم ألكسندر وألتي تعود لإسكندر المقدوني. معنى الاسم هو البطل الحامي والرجل الحامي.

## الشخصيات
- إسكندر الكبير
- إسكندر بك نبيل وثوري ألباني
- إسكندر الصفا رجل أعمال لبناني فرنسي
- إسكندر عزيز ممثل سوري
- إسكندر السويح لاعب كرة قدم تونسي
- إسكندر الحاج ملك ماليزي
- إسكندر الهلسا سياسي تشيلي
- إسكندر باشا الأوزي سياسي عثماني
- إسكندر بدوي عالم مصريات مصري
- إسكندر باشا ميخائيل أوغلي سياسي عثماني
- إسكندر ثابت صالح شاعر يمني
- إسكندر حميدوف سياسي أذربيجاني
- إسكندر حياة خان سياسي باكستاني
- إسكندر حشيشة لاعب جودو تونسي
- إسكندر خير ممثل هندي
- إسكندر سوهراب أزناوروف قائد عسكري أذربيجاني
- إسكندر شاه سلطان ماليزي
- إسكندر شاه السوري سلطان هندي
- إسكندر شاه مير سلطان هندي
- إسكندر شورا ملاكم إيراني
- إسكندر عمون شاعر وسياسي مصري
- إسكندر غانم قائد عسكري لبناني
- إسكندر فرح ممثل مسرحي لبناني
- إسكندر قبطي مخرج فلسطيني
- إسكندر قره تيودوري باشا سياسي عثماني
- إسكندر كرباج شاعر ومترجم لبناني
- إسكندر منسي ممثل مصري
- إسكندر مودا سلطان إندونيسي
- إسكندر ميرزا سياسي باكستاني
- إسكندر مابروغنيس باشا سياسي عثماني
- إسكندر نجار محامي وشاعر وروائي لبناني
- إسكندر وتوت سياسي عراقي